# Villa Mazzieri
Villa Mazzieri, nota anche come Villa Pettorelli Lalatta e Villa Teresa, è un edificio in stile neoclassico situato in strada Castellazzo 48-54 a Vigolante, frazione di Parma.

## Storia
La villa, unitamente all'adiacente oratorio completato nel 1699, fu probabilmente costruita nella seconda metà del XVII secolo sul luogo di preesistenti edifici, forse destinati a convento, per volere del nobile Angelo Pettorelli, che aggiunse il cognome Lalatta nel 1693 dopo l'adozione da parte dello zio materno Carlo Ugolino e fu nominato conte nel 1749 dal duca di Parma Filippo di Borbone; attraverso il figlio Claudio, la villa passò al nipote Luigi, che sposò Eleonora Venturi, tramite la quale nel 1786 la proprietà fu ereditata dal marchese Troilo Venturi, ministro ducale tra il 1787 e il 1788; su sua commissione, tra il 1788 e il 1793 l'intero edificio, compresa la cappella, fu ristrutturato, decorato in stile neoclassico e notevolmente ampliato.
In seguito alla morte del Marchese nel 1814, la tenuta pervenne ai suoi eredi, che alcuni decenni dopo la vendettero al sacerdote Valentino Chiari, vice cancelliere della Curia nel 1843; alla sua morte nel 1893, tutti i suoi beni passarono in eredità ai coniugi Valentino e Teresa Costa, suoi collaboratori.
Dopo la loro scomparsa agli inizi del XX secolo, la nuora, approfittando dell'assenza del marito Luigi impegnato in una tournée, alienò la villa ai cinque fratelli Carpi, provenienti da Poviglio, i quali nel 1914 la rivendettero a Giulio Mazzieri.

## Descrizione
La villa e gli edifici annessi si allungano fronte strada, mentre il piccolo parco si sviluppa sul retro.

### Villa

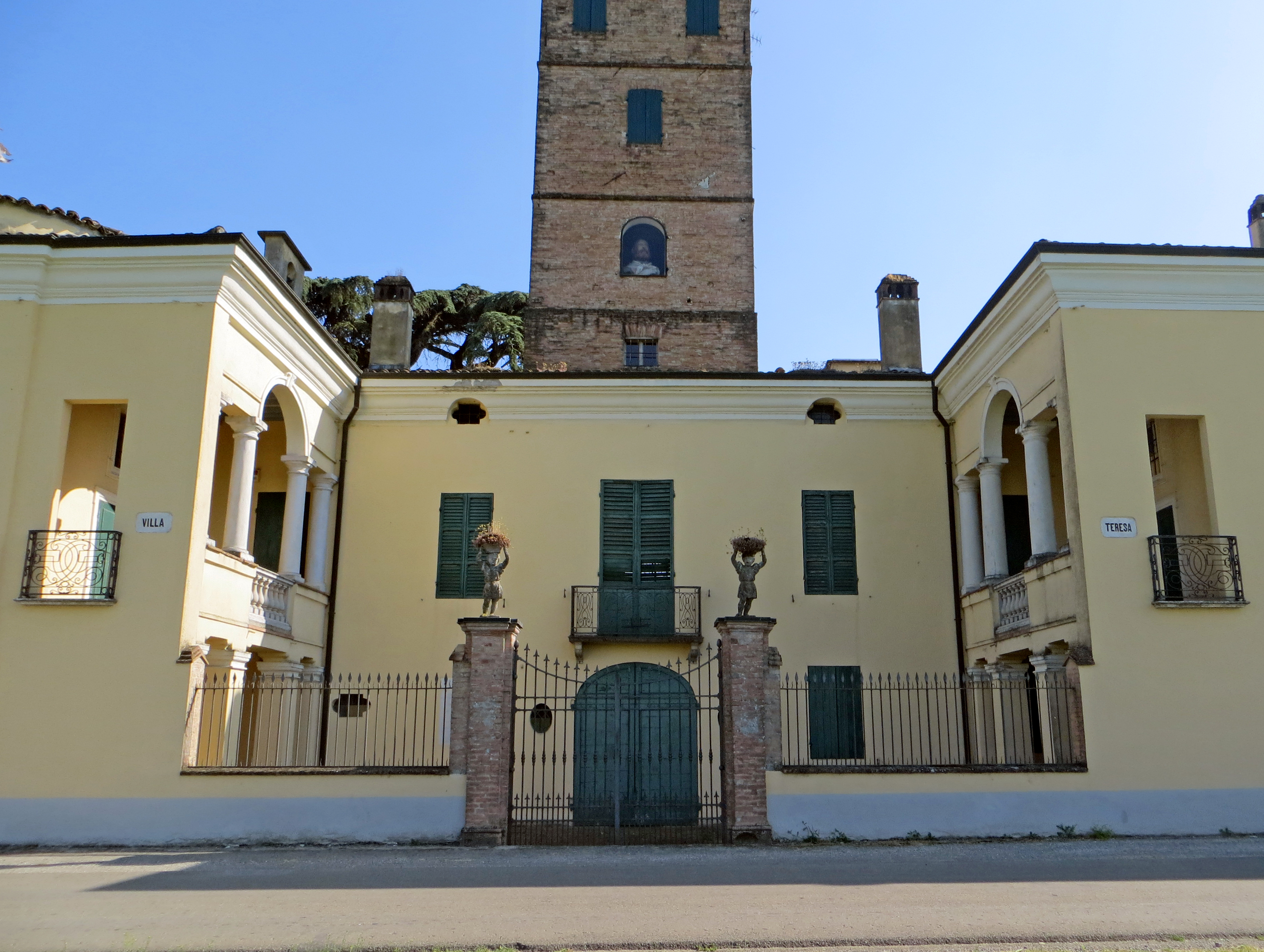
Corpo centrale

La villa si sviluppa su un'articolata e asimmetrica pianta, intorno al corpo centrale a C, preceduto da una piccola e simmetrica corte accessibile attraverso una cancellata con pilastri sormontati da due putti.
Il corpo d'ingresso nel mezzo, intonacato come gran parte dell'edificio, si eleva su due livelli principali, oltre alle cantine e al sottotetto, e presenta centralmente l'ampio portale ad arco a tutto sesto, affiancato da due piccoli oculi; sulla destra è collocata una finestra, mentre sulla sinistra si trova una lapide, a ricordo della ristrutturazione eseguita tra il 1788 e il 1793 da Troilo Venturi; al centro del piano nobile una grande portafinestra, affiancata da due finestre, si apre su un balconcino, con ringhiera in ferro battuto contenente il monogramma MTV (Marchese Troilo Venturi); il sottotetto si affaccia attraverso due piccole aperture con profilo mistilineo, poste all'interno del cornicione modanato in aggetto. In sommità si staglia un'alta torre neomedievale in laterizio, che emerge sul tetto di tre livelli, scanditi da fasce marcapiano; il primo è illuminato da una finestra ad arco a tutto sesto, chiusa da un vetro, al cui interno è collocato un busto raffigurante Giuseppe Garibaldi, mentre ai piani superiori si trovano rispettivamente una e due finestre; a coronamento una piccola terrazza è circondata da merli guelfi.

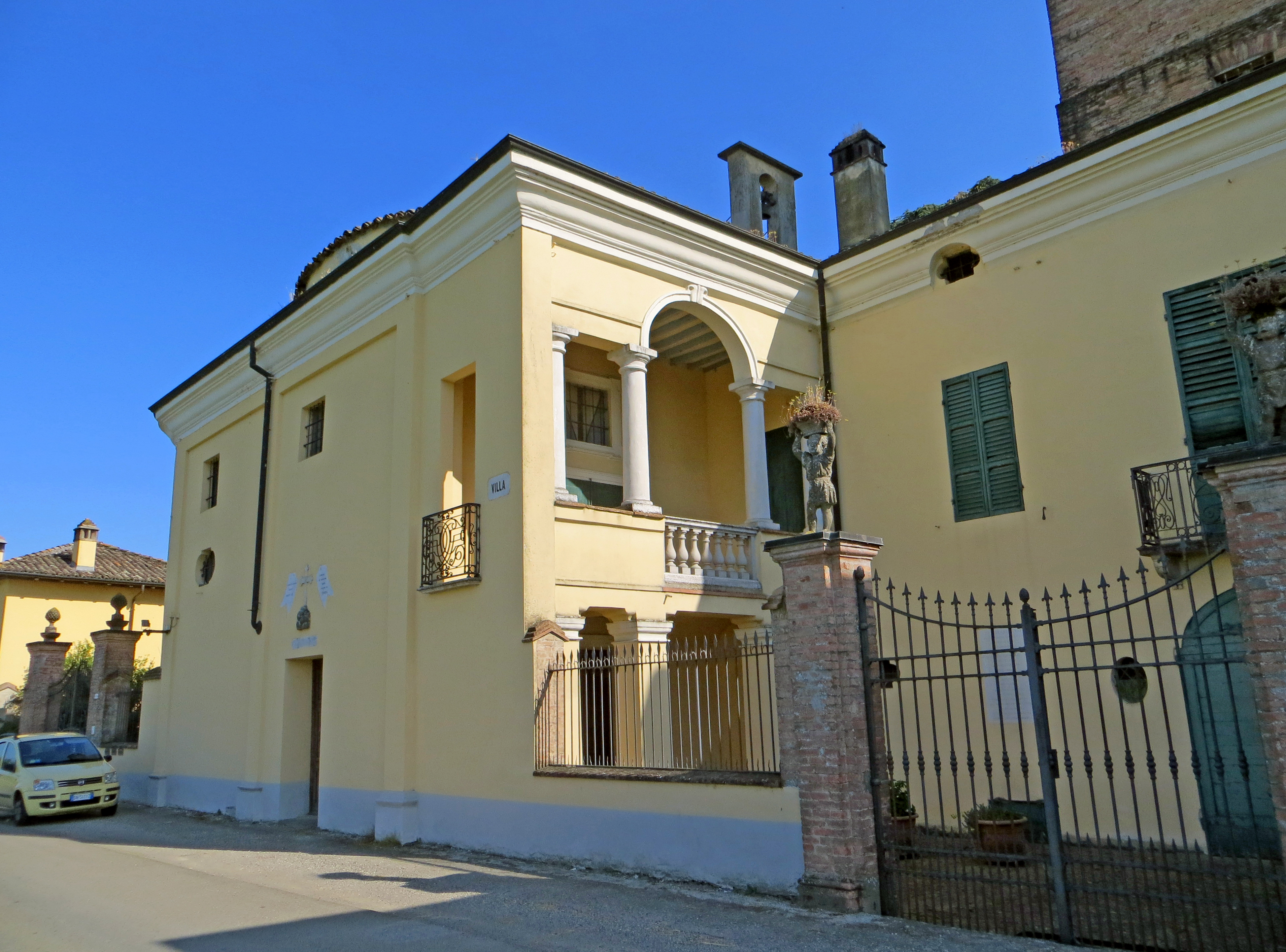
Ala est, con l'oratorio della Beata Vergine

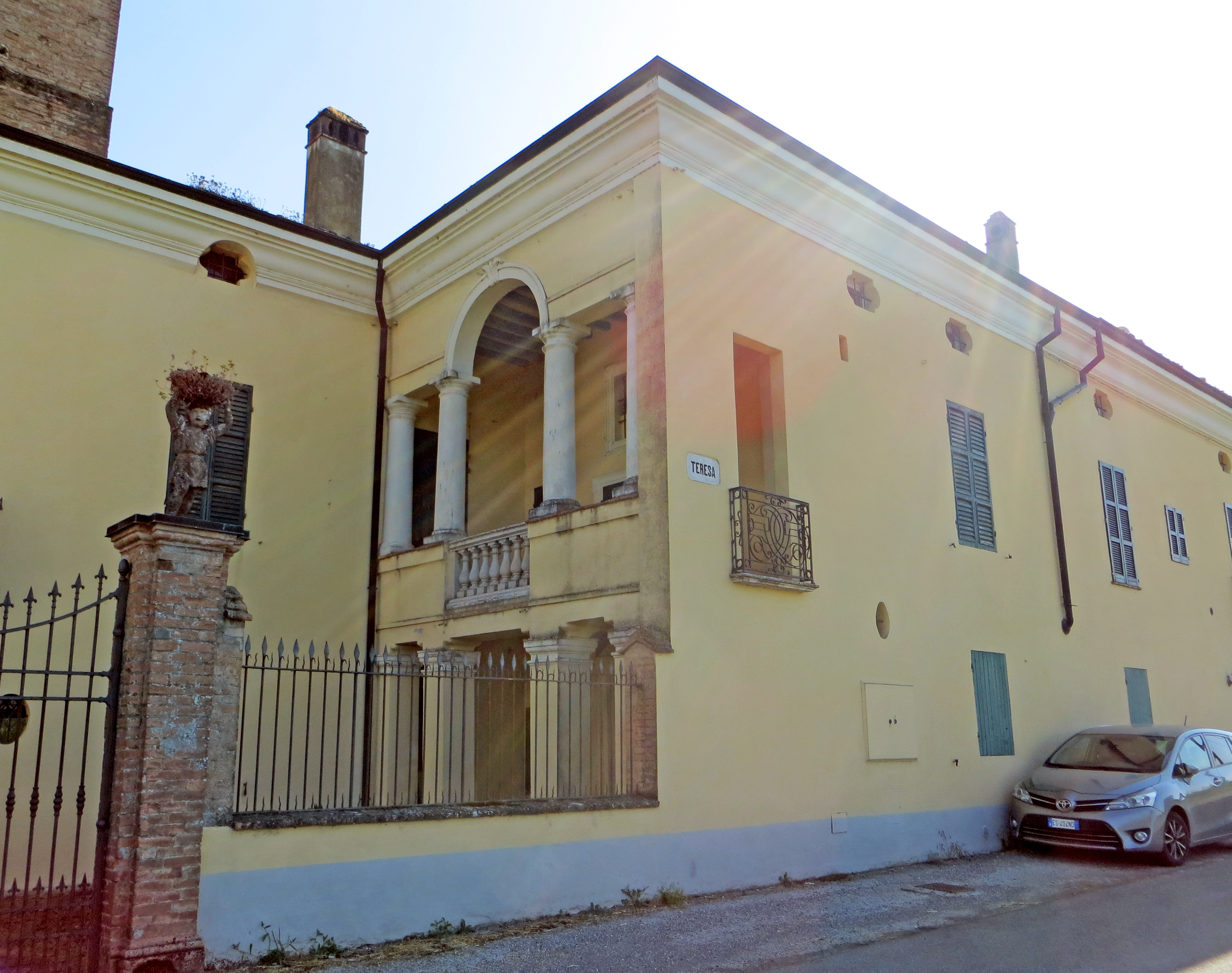
Ala ovest

Ciascuno dei due lati del cortile, in perfetta simmetria, presenta al livello terreno un portico a tre arcate, rette da quattro pilastri con capitelli dorici; al piano superiore si apre un loggiato a serliana con balaustra centrale, sostenuto da due colonne e altrettante semicolonne doriche. Sulla sinistra si trova l'oratorio della Beata Vergine, accessibile anche direttamente dalla strada attraverso un portale sormontato da una croce in rilievo e da tre epigrafi, che ne ricordano l'intitolazione; all'estremità est si allunga l'abside, mentre dal tetto emerge una piccola cupola; l'interno, anch'esso in stile neoclassico, è scandito sulle pareti da una serie di semicolonne ed è ornato con medaglioni raffiguranti vari santi, realizzati in stucco; sul fondo è conservata una statua lignea tardo-seicentesca della Madonna col Bambino, mentre sulla destra è collocato un grande busto rappresentante Don Valentino Chiari, accompagnato da un'epigrafe apposta da Valentino e Teresa Costa in suo onore; sul portale d'ingresso si trova un'altra iscrizione, che ricorda la fondazione del luogo di culto nel 1699 e la sua completa ristrutturazione voluta da Troilo Venturi nel 1789; a fianco si trovano una piccola sagrestia e un confessionale. Sulla destra si sviluppa una lunga ala elevata su due livelli principali, accessibile dalla strada attraverso un grande portale ad arco a tutto sesto sormontato da un balconcino; il corpo di fabbrica era originariamente destinato a ospitare gli ambienti di servizio, le stalle e le abitazioni dei contadini.
Sul retro, dal nucleo centrale aggetta nel mezzo un avancorpo; al suo interno, due scale a rampe contrapposte conducono al piano nobile, che si affaccia sul parco attraverso un ampio loggiato a tre arcate, ove sono collocate due nicchie contenenti i busti tardo-settecenteschi del vescovo di Parma Adeodato Turchi e del letterato Giovanni Lami; più in alto, in corrispondenza della torre si eleva un ulteriore livello, al cui centro si staglia un grande orologio; a coronamento un frontone triangolare, sormontato da un campanile a vela a forma di lira, nasconde un terrazzo, accessibile dal secondo piano del torrione.
All'interno del corpo centrale si accede direttamente all'androne passante voltato a botte, da cui, tramite una serie di corridoi, si passa agli ambienti laterali, disposti in modo irregolare; le stanze, originariamente destinate a funzioni di servizio, presentano coperture piane a travi lignee. Una scala conduce al grande salone del piano nobile, riccamente decorato in stile neoclassico e coronato da una volta a padiglione ornata con affreschi a motivi pompeiani; sulle due pareti lunghe, all'interno di cornici scandite da lesene e alternate a dieci mensole sormontate da piccole statue, sono collocati otto pannelli tardo-settecenteschi, quattro dei quali sopraporta, tutti dipinti a olio con paesaggi agresti; l'ambiente, arredato con mobili d'epoca, si affaccia verso sud sul loggiato proteso verso il parco.

### Parco
Il parco all'inglese si sviluppa sul retro del corpo centrale della villa; al suo interno sono presenti alcuni alberi d'alto fusto.